# Cicadabara
Cicadabara är ett släkte av insekter. Cicadabara ingår i familjen dvärgstritar.
Kladogram enligt Catalogue of Life:
| Cicadabara | \| \| Cicadabara dorsalis \| \| \| \| \| \| Cicadabara minuta \| \| \| \| \| \| Cicadabara tintorella \| \| \| \| |
|            | \| \| Cicadabara dorsalis \| \| \| \| \| \| Cicadabara minuta \| \| \| \| \| \| Cicadabara tintorella \| \| \| \| |
|            | Cicadabara dorsalis                                                                                               |
|            | |
|            | Cicadabara minuta                                                                                                 |
|            | |
|            | Cicadabara tintorella                                                                                             |
|            | |